# 上野国佐位郡正倉跡

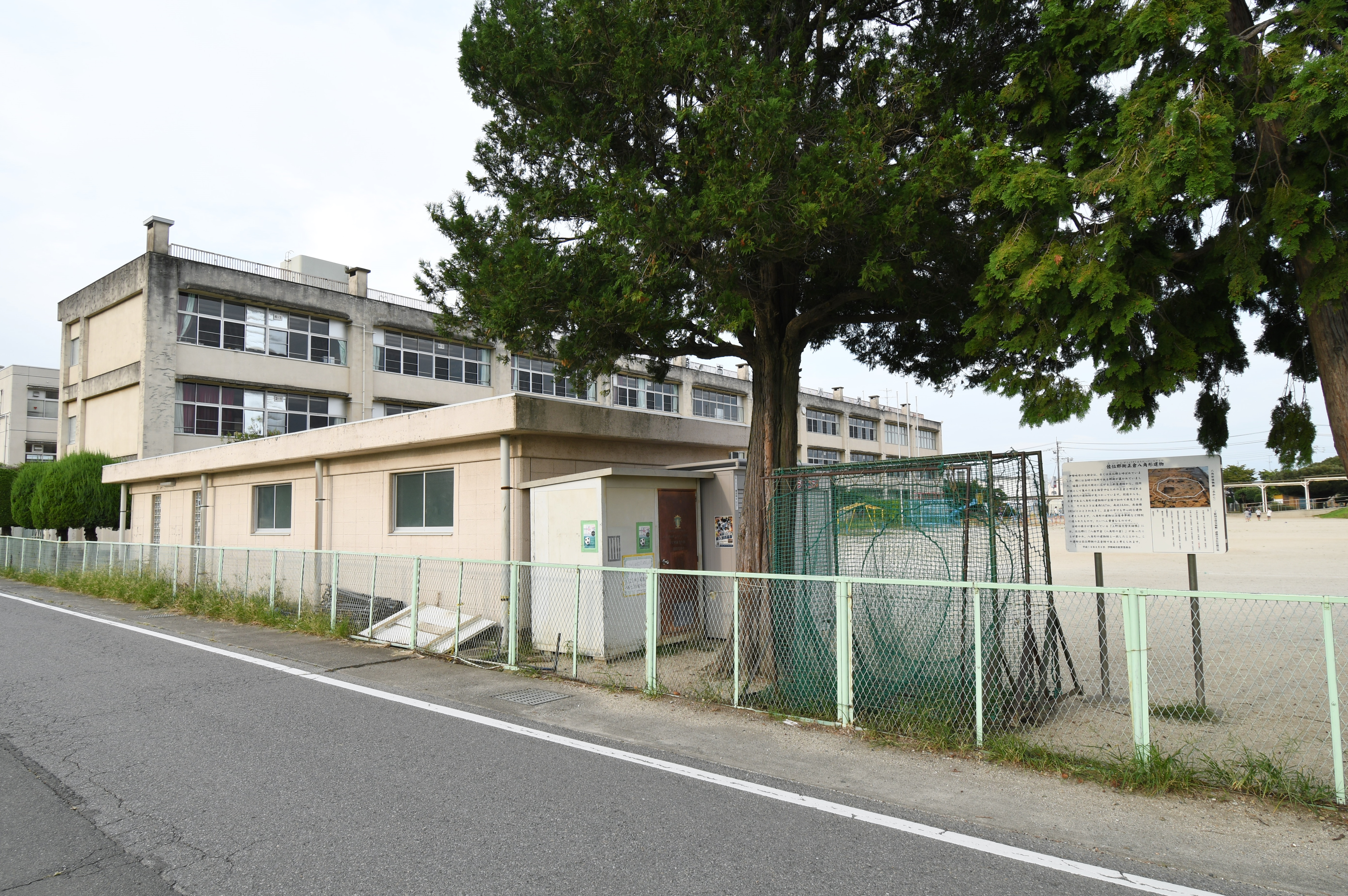
上野国佐位郡正倉跡 説明板付近八角倉庫遺構は説明板（画像右端）裏手の殖蓮小学校校庭で検出。

上野国佐位郡正倉跡（こうずけのくにさいぐんしょうそうあと）は、群馬県伊勢崎市上植木本町にある、古代佐位郡の正倉跡からなる、奈良時代から平安時代にかけての官衙遺跡。2014年10月6日、国の史跡に指定された。

## 概要
本遺跡は2002年度から2011年度にかけて、伊勢崎市により18次にわたる発掘調査が実施され、7世紀前半から10世紀前半まで存続した、上野国佐位郡の正倉（税としての稲を収納した倉庫）の跡であることが確認されている。約6万平方メートルの土地に、礎石建ちの建物跡15棟。掘立柱建物跡40棟以上が確認されている。
上野国佐位郡正倉跡は、2014年10月6日に国の史跡に指定され、2018年2月13日に追加指定が行われている。

## 八角倉庫
2005年の調査で、八角形平面の倉庫の跡が検出された。これは『上野国交替実録帳』に見える、佐位郡の「八面甲倉」に該当するものであり、本遺跡が上野国佐位郡正倉であることが確実となった。八角倉庫は他に類をみないものであり、正倉のシンボル的な建物だったとみられる。当初は掘立柱建物であったものを後に礎石建てに変更している。